# Tavia instruens
Tavia instruens är en fjärilsart som beskrevs av Walker 1858. Tavia instruens ingår i släktet Tavia och familjen nattflyn. Inga underarter finns listade i Catalogue of Life.